# Jungkook

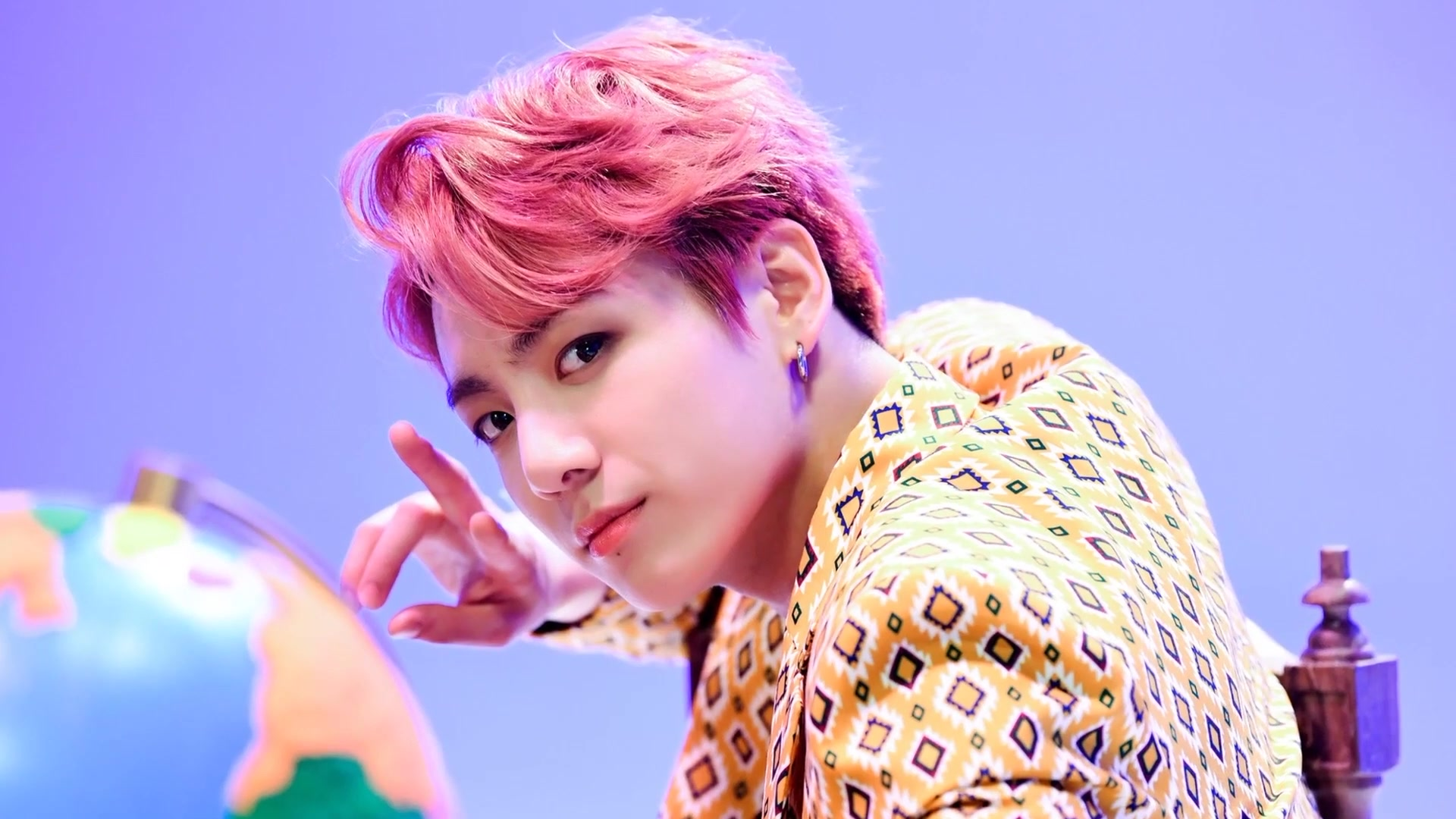

Jungkook (kor. 정국; ur. 1 września 1997 w Pusan), właśc. Jeon Jeong-guk – południowokoreański piosenkarz i tekściarz, członek południowokoreańskiego zespołu BTS.

## Wczesne życie i edukacja
Jeon Jung-kook urodził się 1 września 1997 r. w Pusan, w Korei Południowej. Jego rodzina składa się z rodziców i starszego brata. Uczęszczał do szkoły podstawowej i gimnazjum Baekyang w Pusan. Kiedy został stażystą, przeniósł się do gimnazjum Singu w Seulu. Jungkook początkowo bardzo interesował się sportami, a w szczególności marzył o zostaniu profesjonalnym graczem w badmintona, jednak piosenka „Heartbreaker” G-Dragona wpłynęła to na to, że wybrał karierę idola.
W 2011 roku Jungkook wziął udział w przesłuchaniu do koreańskiego talent show Superstar K w Daegu. Chociaż nie został wybrany, otrzymał oferty przyjęcia od siedmiu firm rozrywkowych. Ostatecznie zdecydował się zostać stażystą w Big Hit Entertainment, po tym, jak zobaczył występ RM’a. Chcąc pracować nad swoimi umiejętnościami tanecznymi w ramach przygotowań do debiutu, wyjechał do Los Angeles latem 2012 roku, aby przejść szkolenie taneczne w Movement Lifestyle. W czerwcu 2012 roku pojawił się w teledysku południowokoreańskiego artysty Jo Kwon „I'm Da One”, a także pracował jako tancerz dla Glam przed swoim debiutem. W 2017 roku ukończył School of Performing Arts Seoul. W listopadzie 2016 roku postanowił zrezygnować z egzaminów CSAT (ogólnokrajowego koreańskiego egzaminu wstępnego na uniwersytet) i zapisał się do Global Cyber University wraz z pozostałymi członkami zespołu poza Jinem.

## Kariera

### Od 2013: BTS

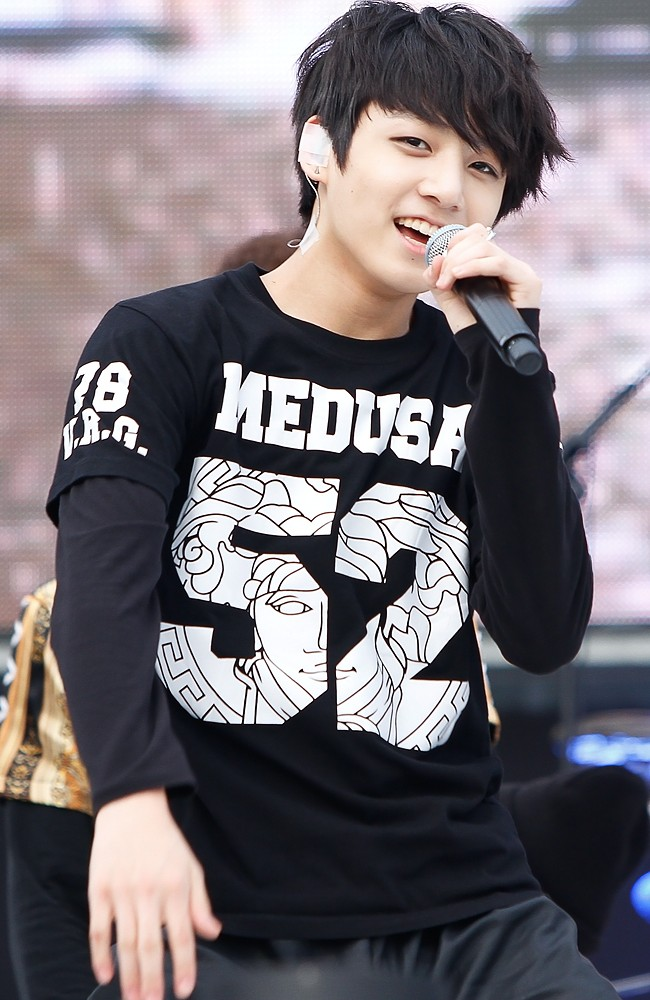
Jungkook występujący 27 lipca 2013 roku

12 czerwca 2013 Jungkook zadebiutował jako członek BTS wraz z wydaniem singla 2 Cool 4 Skool. Pod szyldem BTS nagrał trzy solowe utwory. Pierwszy z nich, utwór pop o tytule „Begin”, pochodzi z albumu Wings z 2016 roku. Opowiada on o jego historii przeprowadzki do Seulu w młodym wieku, aby stać się idolem, i wyraża wdzięczność wobec kolegów z zespołu za opiekę nad nim w tym czasie. Drugi utwór, „Euphoria”, to utwór future bass, który został wydany razem z towarzyszącym mu dziewięciominutowym krótkometrażowym filmem 5 kwietnia 2018 roku, jako wprowadzenie do trzeciej części serii „Love Yourself” BTS. Utwór, wyprodukowany przez DJ-a Swivela, znalazł się na piątym miejscu na liście Billboard Bubbling Under Hot 100. Pełna wersja utworu została umieszczona na albumie kompilacyjnym BTS Love Yourself: Answer, wydanym 24 sierpnia. Trzeci solowy utwór „My Time”, pochodzący z albumu studyjnego zespołu z 2020 roku, Map of the Soul: 7, to utwór R&B opowiadający o rezygnowaniu z młodzieńczych doświadczeń z powodu swojej kariery i zajął 84. miejsce na liście Billboard Hot 100. „Euphoria” i „My Time” są pierwszym i drugim najdłużej notowanymi solowymi utworami wśród artystów k-popowych na liście Billboard World Digital Song Sales, spędzając odpowiednio rekordowe 90 i 85 tygodni na tej liście.
Oprócz śpiewania, Jungkook także pomógł w produkcji dwóch utworów dla BTS: „Love is Not Over”, z minialbumu zespołu The Most Beautiful Moment in Life, Pt. 1 z 2015 roku oraz „Magic Shop” z albumu Love Yourself: Tear z 2018 roku — jest uznawany za głównego producenta obu utworów.
We wrześniu 2018 roku Jungkook, razem z kolegami z zespołu, został uhonorowany przez prezydenta Korei Południowej, Moon Jae-in, piątym stopniem Orderu Zasługi Kulturalnej Hwagwan. Natomiast w lipcu 2021 roku ponownie wraz z członkami zespołu został mianowany przez prezydenta Moona jako Specjalny Wysłannik Prezydenta ds. Przyszłych Pokoleń i Kultury. Celem tej nominacji było pomaganie w „kierowaniu globalnych działań na rzecz przyszłych pokoleń” oraz „rozszerzenie dyplomatycznych wysiłków Korei Południowej i podniesienie jej pozycji na arenie międzynarodowej”.

### Od 2015: Działalność solowa

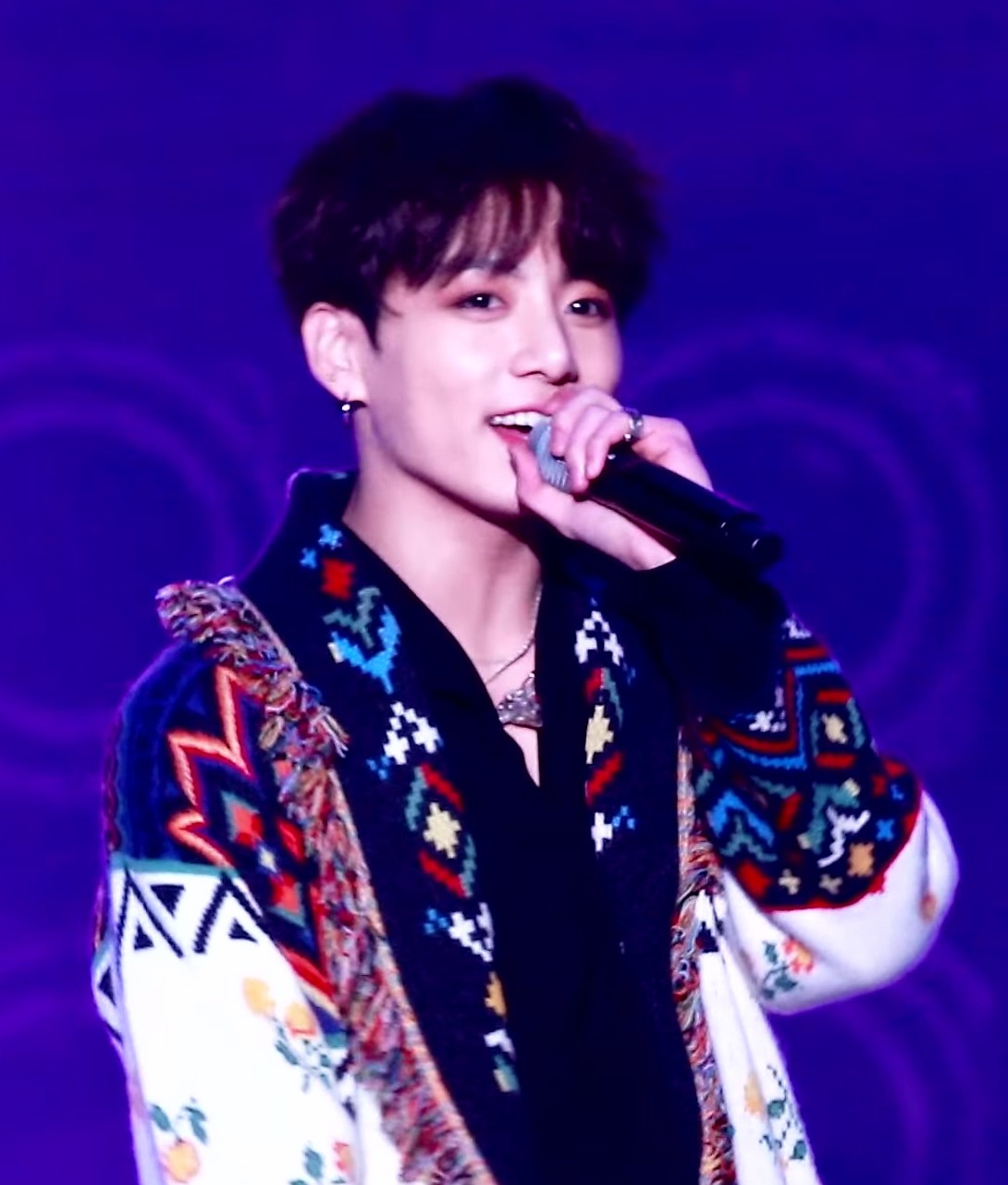
Jungkook wykonuje „Boy In Luv” na SBS Gayo Daejeon 2018

We wrześniu 2015 roku Jungkook wziął udział w kampanii „One Dream, One Korea”, biorąc udział w wspólnym nagraniu utworu wraz z różnymi koreańskimi artystami, aby upamiętnić wojnę koreańską. Utwór został wydany 24 września i zaprezentowany podczas koncertu One K w Seulu 15 października. W kolejnym roku Jungkook został obsadzony w odcinku pilotażowym programu Flower Crew. Pojawił się również w programie Celebrity Bromance oraz wziął udział w programie King of Mask Singer pod pseudonimem „Fencing Man”, występując w odcinku 72. 6 listopada 2018 Jungkook współpracował z amerykańskim piosenkarzem Charliem Puthem przy specjalnym wykonaniu w duecie singla „We Don't Talk Anymore” na MBC Plus X Genie Music Awards. 
6 marca 2020 Jungkook, wraz z drugim członkiem swojego zespołu Jiminem, gościnnie wystąpili w utworze "Who" amerykańskiego piosenkarza Lauv. 4 czerwca Jungkook wydał utwór „Still With You”, który sam wyprodukował i udostępnił za darmo na SoundCloud w ramach corocznych obchodów rocznicy debiutu BTS. Utwór został oficjalnie wydany 3 lipca 2023 roku na światowych platformach muzycznych.
W lutym 2022 roku Jungkook nagrał ścieżkę dźwiękową do nowego webtoonu 7Fates: Chakho, opartego na BTS. Zatytułowana „Stay Alive” i wyprodukowany przez kolegę z zespołu, Sugę, utwór zapewnił Jungkookowi pierwsze solowe wejście na listę Billboard Hot 100, debiutując na pozycji 95, oraz pierwsze solowe wejście w pierwszą dziesiątkę listy Billboard Global Excl. U.S. na ósmym miejscu. Był to również pierwszy koreański soundtrack w historii, który zadebiutował na oficjalnej liście singli w Wielkiej Brytanii, na pozycji 89. 12 czerwca wydał kolejny utwór, „My You”, za darmo w ramach obchodów dziewiątej rocznicy BTS. W tym samym miesiącu wystąpił jako gościnny artysta w singlu „Left and Right” autorstwa Putha. 20 listopada Jungkook wydał singiel „Dreamers” przed swoim występem na ceremonii otwarcia Mistrzostw Świata FIFA 2022 w Katarze tego samego dnia; utwór został również umieszczony na oficjalnym albumie ze ścieżką dźwiękową turnieju. Został głównym wykonawcą podczas tego wydarzenia na stadionie Al Bayt, wykonując utwór wspólnie z katarskim piosenkarzem Fahadem Al Kubaisi. Jungkook jest pierwszym koreańskim artystą, który zaśpiewał oficjalny motyw przewodni dla Mistrzostw Świata i wystąpił na ceremonii otwarcia tego wydarzenia.
W marcu 2023 roku ogłoszono, że Jungkook został najnowszym globalnym ambasadorem marki Calvin Klein. „Still With You” i „My You” zostały udostępnione na platformach streamingowych na całym świecie jako oficjalne single pod nazwiskiem Jungkooka 3 lipca. Jego debiutancki solowy singiel „Seven”, nagrany we współpracy z amerykańską raperką Latto, został wydany 14 lipca. Zadebiutował on na pierwszym miejscu listy Hot 100 w USA, Global 200 oraz Global Excl. US, czyniąc go pierwszym koreańskim artystą, który jednocześnie zajmował pierwsze miejsce na tych trzech listach. Jest drugim koreańskim artystą, który zadebiutował na szczycie listy Hot 100 po Jiminie. Jego drugi solowy singiel "3D" z gościnnym udziałem rapera Jacka Harlowa miał premierę 29 września. 20 października został ujawniony singiel australijskiego piosenkarza Kida Laroi "Too Much", na którym Jungkook pojawił się wraz z brytyjskim raperem Central Cee. 3 listopada wyszedł jego debiutancki solowy album "Golden", który promował główny singiel "Standing next to you" mający premierę tego samego dnia. Krótko później niespodziewanie pojawił się remix singla "3D"" z udziałem Justina Timberlake'a, a w grudniu Usher podjął się współpracy przy remiksie piosenki "Standing next to you" i stworzeniu wersji tanecznej teledysku.

## Dyskografia

### BTS

#### Albumy studyjne
| Rok  | Dane dot. albumu                                                                                 | Najwyższa pozycja | Najwyższa pozycja | Najwyższa pozycja | Najwyższa pozycja | Najwyższa pozycja | Najwyższa pozycja | Najwyższa pozycja | Najwyższa pozycja | Najwyższa pozycja | Najwyższa pozycja | Sprzedaż                                        |
| Rok  | Dane dot. albumu                                                                                 | KOR (Circle)      | AUS               | CAN               | FRA               | GER               | JPN (Oricon)      | NZ                | UK                | POL               | US                | Sprzedaż                                        |
| ---- | ------------------------------------------------------------------------------------------------ | ----------------- | ----------------- | ----------------- | ----------------- | ----------------- | ----------------- | ----------------- | ----------------- | ----------------- | ----------------- | ----------------------------------------------- |
| 2023 | Golden - Wydany: 3 listopada 2023 - Wytwórnia: Big Hit - Format: CD, digital download, streaming | 1                 | 2                 | 4                 | 1                 | 6                 | 1                 | 2                 | 3                 | 1                 | 2                 | - KOR: 1 963 252+ - JPN: 227 650 - US: 164 800+ |

### Single

#### Jako główny wykonawca
| Rok                                                       | Tytuł                                                       | Najwyższa pozycja | Najwyższa pozycja | Najwyższa pozycja | Najwyższa pozycja | Najwyższa pozycja | Najwyższa pozycja | Najwyższa pozycja | Najwyższa pozycja | Najwyższa pozycja | Najwyższa pozycja | Album                                   |
| Rok                                                       | Tytuł                                                       | KOR               | KOR               | CAN               | JAP Hot           | NZ                | UK                | VIE               | WW                | US World          | US                | Album                                   |
| Rok                                                       | Tytuł                                                       | Circle            | Songs             | CAN               | JAP Hot           | NZ                | UK                | VIE               | WW                | US World          | US                | Album                                   |
| --------------------------------------------------------- | ----------------------------------------------------------- | ----------------- | ----------------- | ----------------- | ----------------- | ----------------- | ----------------- | ----------------- | ----------------- | ----------------- | ----------------- | --------------------------------------- |
| 2013                                                      | „Perfect Christmas” (z Jo Kwon, Lim Jeong-hee, Joohee i RM) | 45                | –                 | –                 | –                 | –                 | –                 | –                 | –                 | –                 | –                 | –                                       |
| 2020                                                      | „Still with You”                                            | 32                | 23                | –                 | 30                | –                 | –                 | 13                | 62                | 1                 | –                 | –                                       |
| 2022                                                      | „Stay Alive”                                                | 68                | 75                | 74                | 44                | –                 | 89                | 5                 | 13                | 1                 | 95                | –                                       |
| 2022                                                      | „My You”                                                    | 145               | –                 | –                 | 37                | –                 | –                 | 31                | 158               | 2                 | –                 | –                                       |
| 2022                                                      | „Dreamers”                                                  | 7                 | 4                 | 90                | 6                 | –                 | –                 | 1                 | 9                 | 1                 | –                 | FIFA World Cup 2022 Official Soundtrack |
| 2023                                                      | „Seven” (z Latto)                                           | 2                 | 1                 | 5                 | 2                 | 2                 | 3                 | 1                 | 1                 | –                 | 1                 | Golden                                  |
| 2023                                                      | „3D” (z Jack Harlow)                                        | 8                 | 3                 | 10                | 7                 | 9                 | 5                 | 2                 | 1                 | –                 | 5                 | Golden                                  |
| 2023                                                      | „Too Much” (z The Kid Laroi i Central Cee)                  | 94                | –                 | 32                | –                 | 37                | 10                | 14                | 11                | –                 | 44                | The First Time                          |
| 2023                                                      | „Standing Next to You”                                      | 6                 | 3                 | 30                | 12                | 25                | 6                 | –                 | 1                 | –                 | 5                 | Golden                                  |
| „–” oznacza, że singiel nie był notowany na danej liście. |                                                             |                   |                   |                   |                   |                   |                   |                   |                   |                   |                   |                                         |

#### Z gościnnym udziałem
| Rok                                                       | Tytuł                                                         | Najwyższa pozycja | Najwyższa pozycja | Najwyższa pozycja | Najwyższa pozycja | Najwyższa pozycja | Najwyższa pozycja | Najwyższa pozycja | Album   |
| Rok                                                       | Tytuł                                                         | KOR               | KOR               | CAN               | JAP Hot           | UK                | WW                | US                | Album   |
| Rok                                                       | Tytuł                                                         | Circle            | Songs             | CAN               | JAP Hot           | UK                | WW                | US                | Album   |
| --------------------------------------------------------- | ------------------------------------------------------------- | ----------------- | ----------------- | ----------------- | ----------------- | ----------------- | ----------------- | ----------------- | ------- |
| 2022                                                      | „Left and Right” (Charlie Puth z gościnnym udziałem Jungkook) | 45                | 5                 | 17                | 13                | 41                | 5                 | 22                | Charlie |
| „–” oznacza, że singiel nie był notowany na danej liście. |                                                               |                   |                   |                   |                   |                   |                   |                   |         |